# Флотаційна активність
Флотаційна активність - поняття, яке застосовується до мінералу і флотаційного реагенту і характеризує здатність до флотації.
ФЛОТАЦІЙНА АКТИВНІСТЬ ПОВЕРХНІ МІНЕРАЛУ – поняття, що характеризується поверхневими властивостями мінералу по відношенню до води та флотаційних реаґентів і можливості прилипання частинок мінералів до бульбашок повітря. Див. флотованість мінералів.
ФЛОТАЦІЙНА АКТИВНІСТЬ РЕАҐЕНТУ – поняття, що характеризує здатність флотаційних реаґентів впливати на хід процесу флотації та його кінцеві результати. Визначається спеціальними лабораторними дослідженнями для кожного конкретного матеріалу, що підлягає флотації (руди, вугілля). Див. також флотаційні реагенти.